# 超級白鳥號列車
超級白鳥（日语： Supa-hakuchō */?）號列車及白鳥（日语： Hakuchō */?）號列車是東日本旅客鐵道（JR東日本）和北海道旅客鐵道（JR北海道）运行于新青森站至函館站之間的特別急行列車，途經奧羽本線、津輕海峽線（津輕線、海峽線、江差線、函館本線）。
本條目將會記載過往运行于青森縣與北海道之間之列車沿革。

## 概要
連結青森縣與北海道的特急「白鳥」、「超級白鳥」是在2002年（平成14年）12月1日，東北新幹線八戶站開業時開始運行。在東北新幹線八戶站轉乘此列車及津輕海峽線之快速「海峽」。當時列車运行于八戶站、青森站至函館站之間。
「海峽」號列車是在1988年（昭和63年）3月13日青函隧道開通時同時開始運行。經過15年的營運，該列車専用的50系客車與ED79型電力機車開始老化，列車轉換方向時機車需要進行調度，打算提升運轉速度但客車已達到極限。基於上述問題，東北新幹線盛岡站至八戶站之間開業時，便把「海峽」廢止，決定把青函之間直通之日間旅客列車全面改用特快電聯車，同時將「初雁」（运行于盛岡站至青森站或函館站之間）合併。
在2010年（平成22年）12月4日，東北新幹線新青森站全線開通，列車本來由八戶站轉乘站，改以新青森站作為終點站與新幹線轉乘站。
在2016年（平成28年）春季，因應北海道新幹線新函館北斗站開業，3月22日至25日之間進行軌道及設備切換，本列車於同年3月21日開始停駛，並於同年3月26日（北海道新幹線開業當天）正式廢止。

### 列車名的由來
列車名字是來自北海道龜田郡七飯町大沼中的季候鳥天鵝（黃嘴天鵝或小天鵝）。此列車名稱與新幹線「疾風」及运行于八戶站至青森站或弘前站之間之特急「津輕」一同由公開徵名而決定。在徵名結果中，第1位是「海峽」，第2位「津輕」，而「白鳥」是第11位。列車採用「白鳥」的原因是「最合適於連結本州和北海道之特急。」。「白鳥」與「超級白鳥」的分別是使用不同的車輛。「超級白鳥」所使用的789系列車車頭圖標是「天鵝」。

## 運行狀況

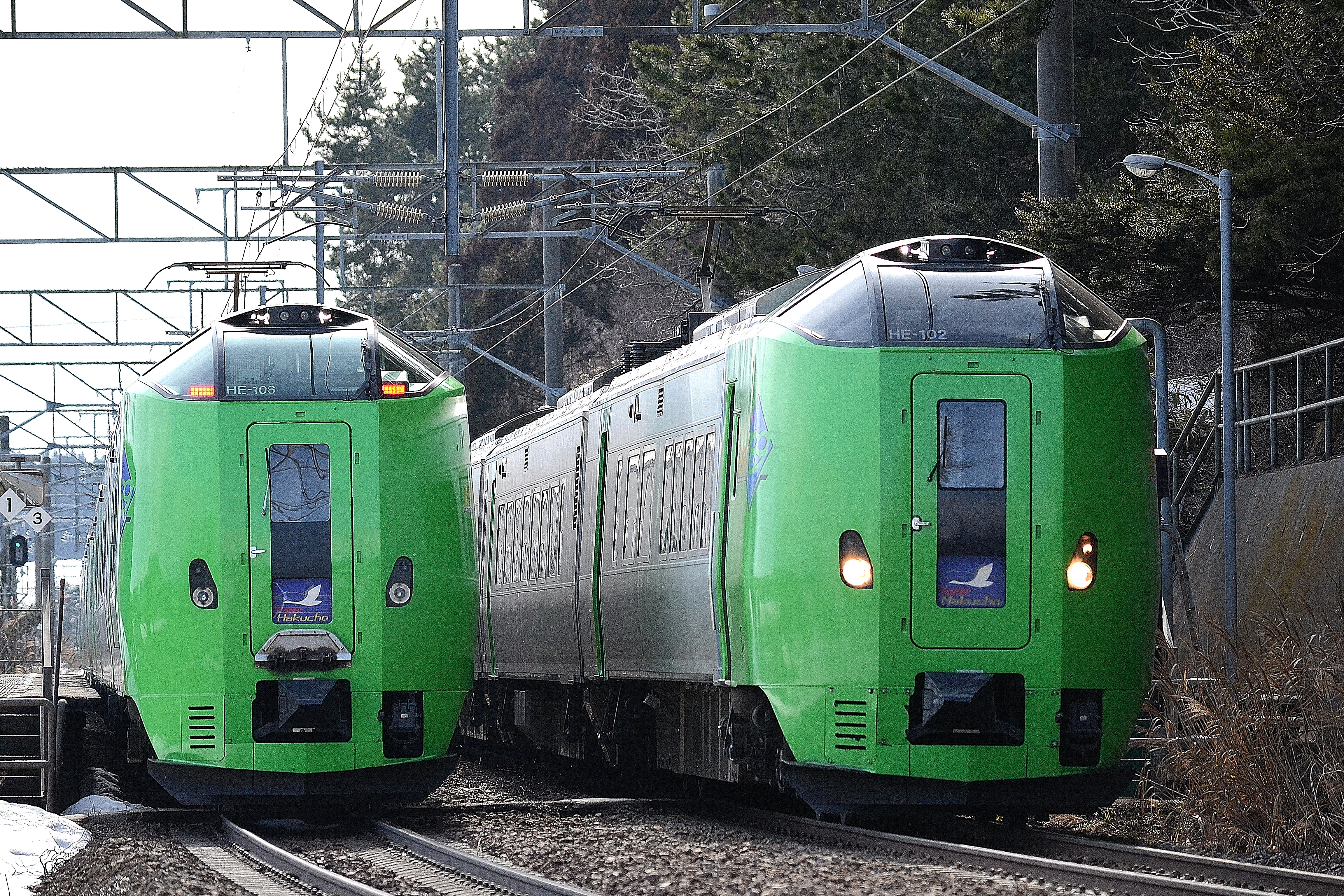
列車在江差線與津輕線上可以進行列車交會，圖中「白鳥」與「超級白鳥」進行列車交會（江差線釜谷站）

在列車廢止前，全部定期列車运行于新青森站至函館站之間，「超級白鳥」有8往返，「白鳥」有2往返班次。臨時列車「白鳥」在上午有1往返班次，运行于青森站至函館站之間。
在新青森站，在時間上列車是可以與東北新幹線「隼」、「疾風」號列車進行轉乘，列車編號基本上與「隼」、「疾風」相同。日間列車在函館站可以跨月台轉乘特急「北斗」、「超級北斗」（函館站5・6號月台或7・8號月台）。
列車編號是列車號+4000M。基本上「超級白鳥」和「白鳥」的停車站相差不大。

### 停車站
2002年12月1日至2010年12月3日的停車站
八戶站 - 三澤站 - 野邊地站 - （淺蟲溫泉站） - 青森站 - （蟹田站） - （津輕今別站） - （龍飛海底站） - （知內站） - 木古內站 - （五稜郭站） - 函館站
- 括號（ ）為部分列車的停車站。
  - 在2006年（平成18年）3月17日前，部分列車加停吉岡海底站。

2010年12月4日至2016年3月21日（最後運行日）的停車站
新青森站 - 青森站 - 蟹田站 - 木古內站 - （五稜郭站） - 函館站
- 括號（ ）為部分列車的停車站。
  - 早上和黃昏四班往返列車（下行93・21・25・27號／上行14・16・20・98號）加停五稜郭站。
  - 在2013年（平成25年）11月10日前，部分列車加停龍飛海底站。
  - 在2014年（平成26年）3月14日前，部分列車加停知內站。
  - 在2015年（平成27年）8月9日前，定期列車「白鳥」（下行93・17号／上行22・96号）加停津輕今別站。除此之外，8名以上乘客之團體可以在1個月前申請臨時加停津輕今別站。

### 乘車制度特例
在乘坐JR特急列車時，除一般車費外還要付特急費用，但是在蟹田站至木古内站之間設有特例，不需付特急費用也可乘坐。這是由於這區間並沒有普通列車運行。這個特例只適用於這區間中乘坐普通車自由席。在特例區間如要乘坐指定席或綠色車廂，以及使用自由席乘坐超越特例區間，則必要付實際乗車區間的特急費用。此特例可以適用於「青春18車票」、「北海道及東日本通票」中「可以乘搭普通列車」這條款。
除此之外，在新青森站至青森站之間同様也有此特例，在兩站之間可以不用付特急費用下乘坐普通車自由席。但如果乘坐普通車指定席或綠色車廂，以及乘坐超越新青森站或在青森站繼續轉乘津輕海峽線（津輕線）往函館方向的特急列車，必須持有新青森站至青森站之間的特急券。此區間在「青春18車票」與「北海道及東日本通票」並不適用於此特例，但2012年（平成24年）夏季開始適用。

### 車上販賣
車上販賣服務中，全區間是由JR東日本的夥伴公司日本餐廳企業 (NRE) 盛岡營業分店青森營業所負責。但是在2014年（平成26年）4月1日起，早上和黃昏的「超級白鳥」2往返班次（下行25・27号／上行14・16号）沒有車上販賣服務。

## 使用車輛及編成
「白鳥」是由JR東日本青森車輛中心所屬的485系電聯車3000番台運行，「超級白鳥」是由JR北海道函館運輸所所屬的789系電聯車0番台，增加車廂時使用785系電聯車300番台。
綠色車廂在函館、新青森站時1號車廂一半部分，自由席是2、3號車廂，除此之外則為指定席。基本上6卡編成，多乘客時向青森站方向增加2卡，以8卡編成運行。
785系電聯車在2010年（平成24年）12月4日東北新幹線全線開通日開始使用。把本來的785系車輛進行改造，塗上與789系0番台相同的車身。在「超級白鳥」增加車卡時為第7、8號車廂，與789系0番台共用運行。
計劃當初，JR北海道計劃使用781系電聯車於海峽線上運行，但實際試運時，在青函隧道內，20公里以上連續上斜和高濕度，這嚴酷條件會使車輛更新和維修高。於是JR北海道使用新型車輛，而JR東日本則使用「初雁」號列車运行。
在789系的坐位前桌子中，會印有在青函隧道進出時間和通過隧道最深處的時間。

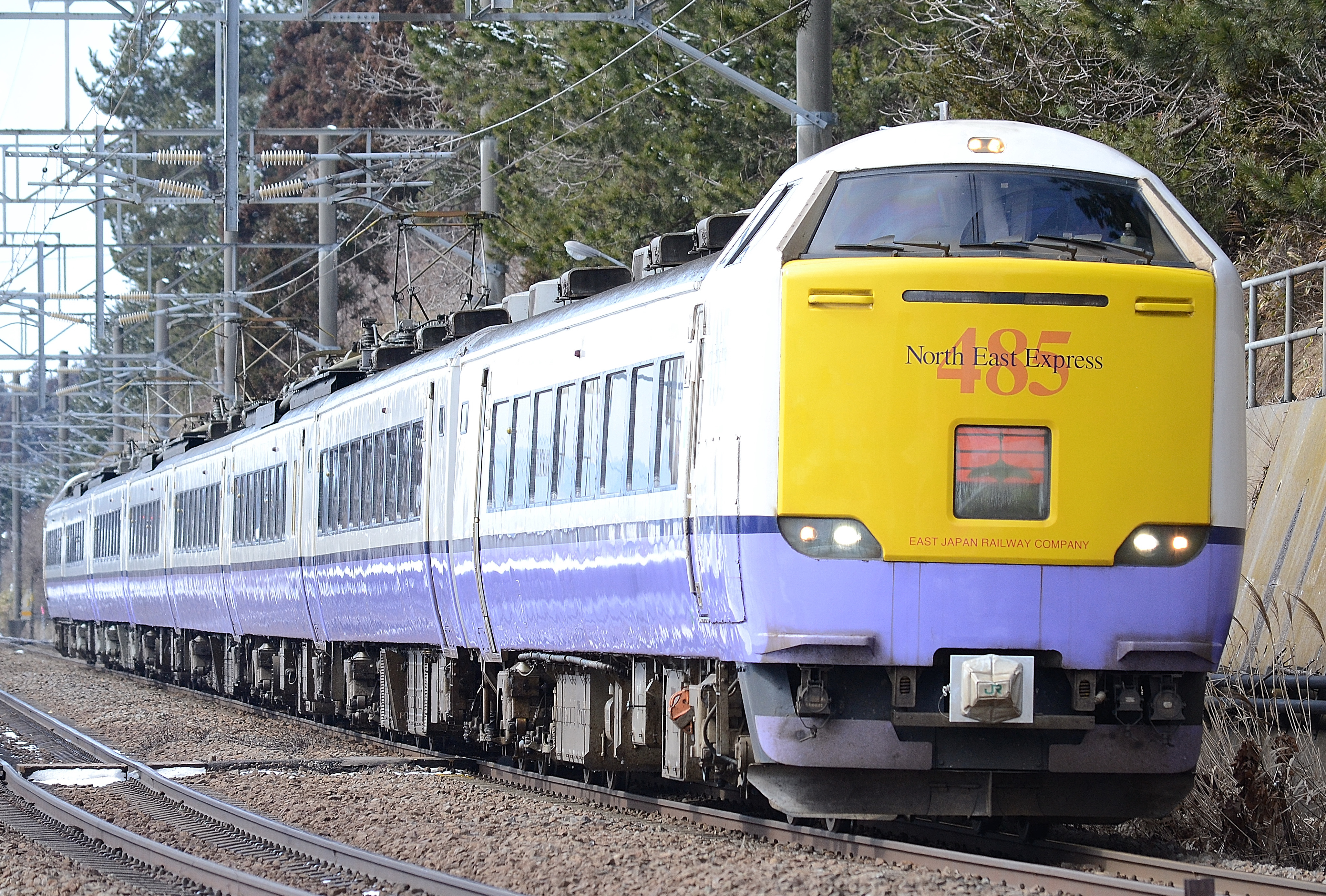
JR東日本485系3000番台「白鳥」
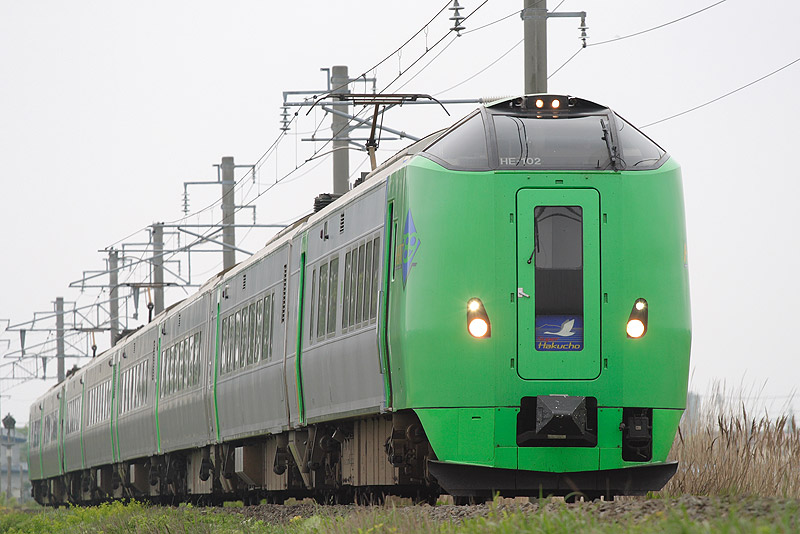
JR北海道789系0番台「超級白鳥」
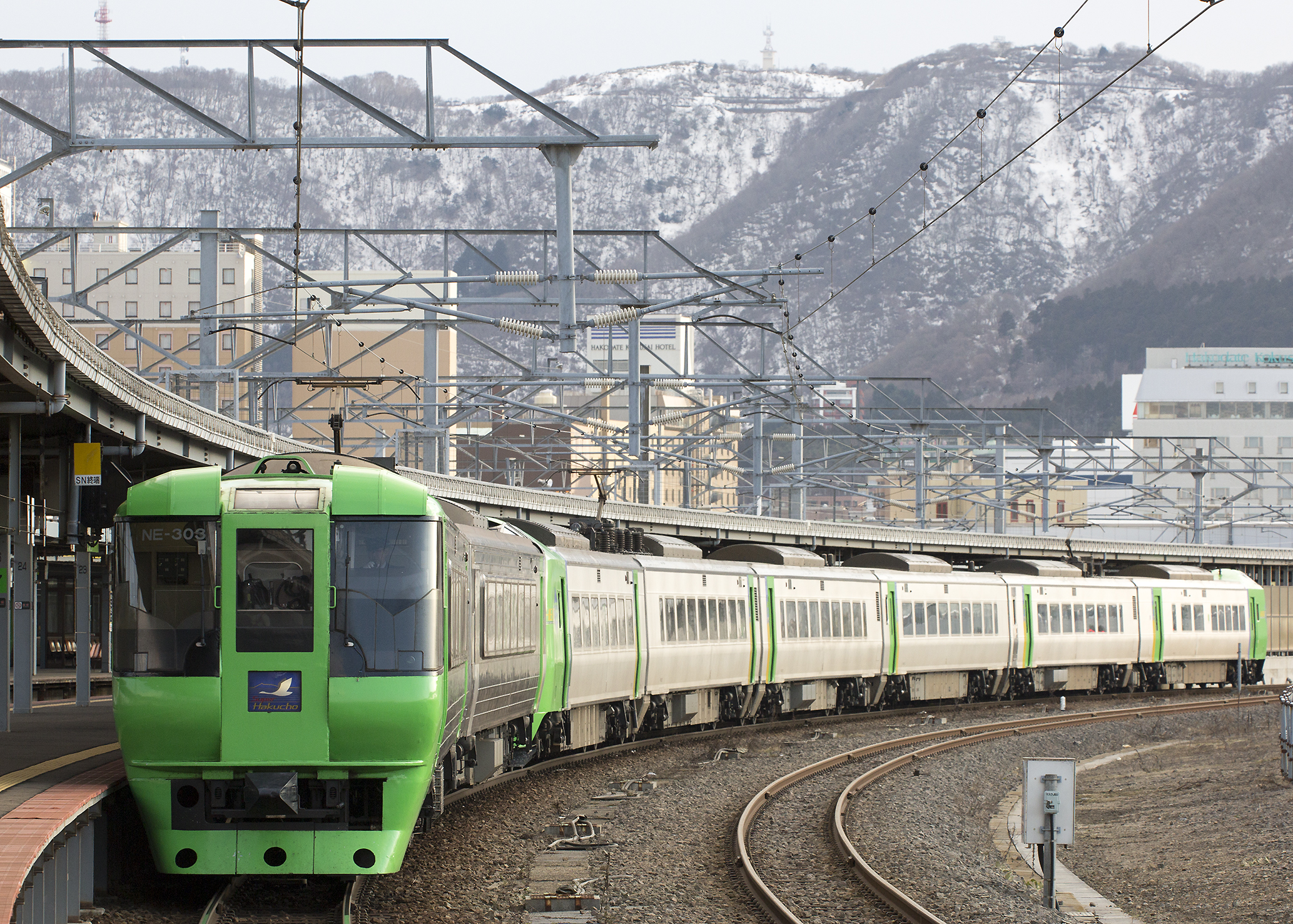
JR北海道 785系300番台+789系0番台「超級白鳥」

## 臨時列車

### 多啦A夢海底列車

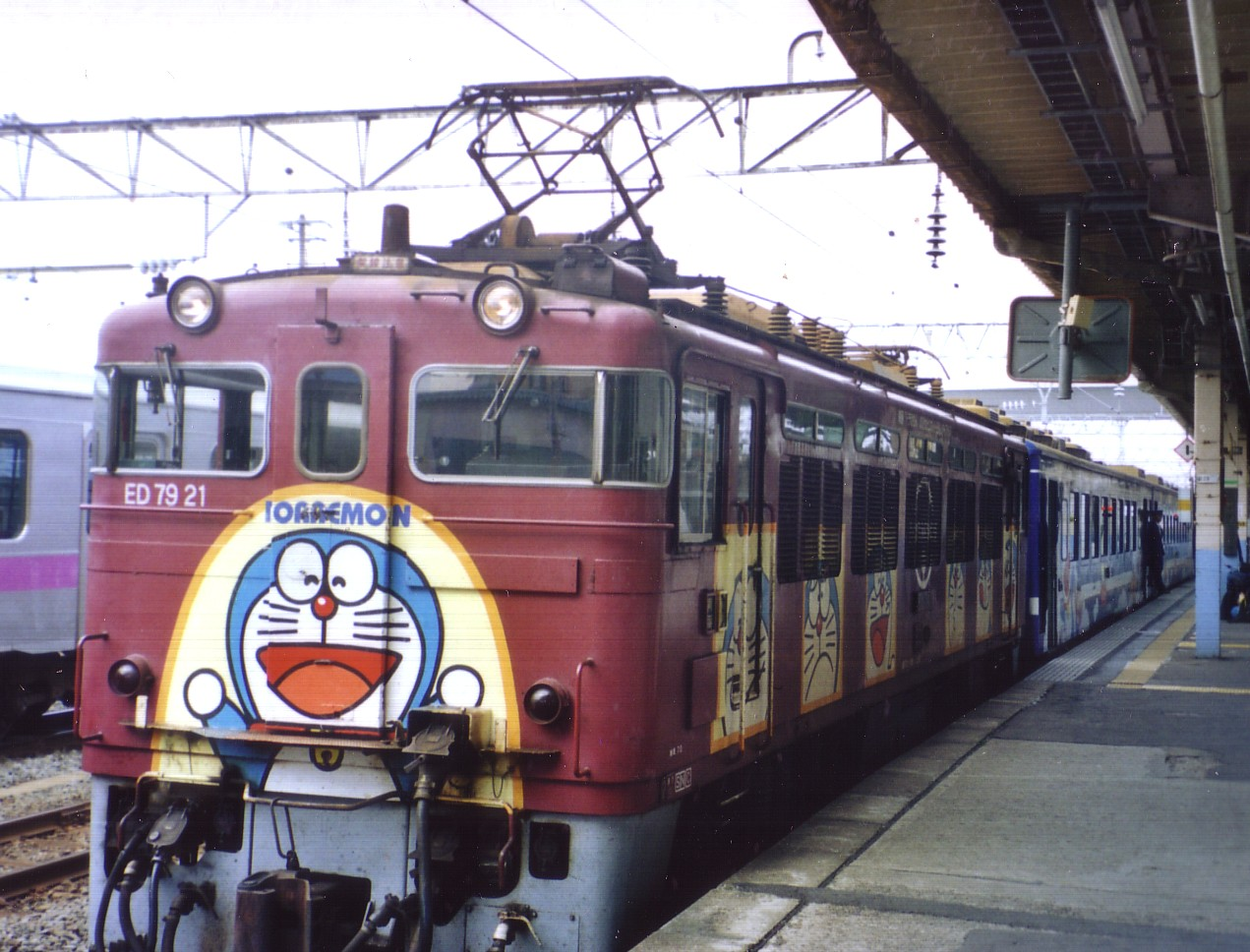
「多啦A夢海底列車」機車頭

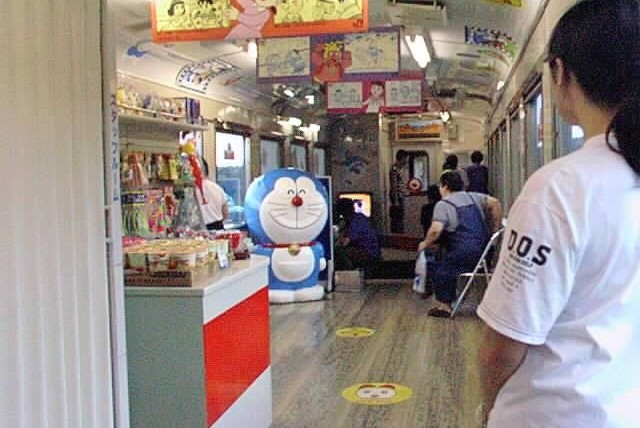
「多啦A夢海底列車」車內

在1998年（平成10年）3月1日，在海峽線吉岡海底站，與藤子·F·不二雄漫畫、卡通動畫『多啦A夢』合作，進行「多啦A夢海底世界」企劃。在這個計劃中，列車內外都有「多啦A夢」角色登場。
列車在快速「海峽」還在運行時期運行，使用「海峽」的客車（50系客車和14系客車），部分車身印上多啦A夢角色。在「海峽」廢止後，在2003年（平成15年）7月19日，把一列781系改造為「多啦A夢海底列車」，以臨時特急型式運行。在2006年（平成18年）3月18日，由於進行北海道新幹線工程，吉岡海底站停止參觀，而「多啦A夢海底列車」也在同年8月27日結束運行。
「多啦A夢海底列車」共有6卡編成，由藤子·F·不二雄製作公司特別監修，車廂內包裝了不同的多啦A夢角色與法寶，車廂坐位的頭套都經特別製造。另外，在4號車廂「多啦A夢車廂」中裝修成自由空間，有播放多啦A夢大電影的視頻。車內播放則由多啦A夢和大雄進行廣播，在2005年（平成17年），由於多啦A夢動畫有新陣容，車內廣播則由原來的大山羨代（多啦A夢）與小原乃梨子（野比大雄）廣播變為水田山葵（多啦A夢）與大原惠（野比大雄）。
| 車號  | 車輛        | 設計           | 備註            |
| ----- | ----------- | -------------- | --------------- |
| 1號車 | クハ780-7   | 竹蜻蜓         |                 |
| 2號車 | モハ781-5   | 植物搬家水     |                 |
| 3號車 | サハ780-5   | 傑克豆         |                 |
| 4號車 | モハ781-14  | 空氣畫筆       | 「多啦A夢車廂」 |
| 5號車 | サハ780-14  | 竹馬           |                 |
| 6號車 | クモハ781-7 | 增加氣氛的樂團 |                 |

乘坐去程列車時必須同時乘坐回程列車，在吉岡海底方向列車在吉岡海底站下車，然後在函館方向在吉岡海底站乘車回程。但吉岡海底站並沒有路軌使列車掉頭，於是列車到達吉岡海底後會不載客地前往蟹田站掉頭返回吉岡海底站。此外，當多客期間，會增加1往返班次（列車號為82號）。
全車設定為指定席，為了一般列車車票外，還需要指定席特急券及海底站參觀整理券，整理券可在JR北海道車站內的綠色窗口、「星光廣場」（包含在本州的「JR北海道廣場」）或北海道旅行社發售。同時也有由函館近郊至海底站參觀整理券的「吉岡海底站來回車票」，此車票可以乘坐「多啦A夢海底列車」指定席。
在列車運行時有公告表示「由於保障安全，在吉岡海底站時，只開啟2號車廂和4号車車門」，實際上所有車門都是打開的，但上落車還是只可使用2、4號車廂，其他車門則用繩封起不可上落。
停車站
吉岡海底站 - 木古內站 - 五稜郭站 - 函館站

### 櫻花特快
在弘前櫻花節舉行期間，臨時列車櫻花特快运行于弘前站至函館站之間。在2000年（平成12年）起毎年運行，在2011年（平成23年）起，运行于函館站至札幌站之間的「道南櫻花快車」開始運行後，此列車不再運行。
在2000年（平成12年）年度，是由KiHa183系柴聯車進行改造為座敷車輛（6000番台），在翌年轉用北彩虹快車。
青森站至函館站之間，車內會播放音頻與電影服務。
停車站
弘前站 - 青森站 - 木古內站 - 五稜郭站 - 函館站
當初開始運行時加停上磯站。

### 睡魔快車
在青森睡魔祭舉行期間，臨時特急列車睡魔快車运行于青森站至函館站之間，在2005年（平成17年）開始運行。
直至2006年（平成18年），列車使用「多啦A夢海底列車」781系電聯車6卡編成。全車指定席和禁煙。在2007年（平成19年）以後只有下行（青森前往函館）列車，由789系6卡編成。
停車站（2005年、2006年）
青森站 → 木古内站 → 五稜郭站 → 函館站
※ 2005年（平成17年）・2006年（平成18年）加停上磯站。

### 函館海港
函館海港是JR東日本秋田支社運行的臨時列車。當初是急行「函館海港」（2003年（平成15年）升格至特急）後來改稱為「彩虹海港」。在「彩虹海港」時代有1往返班次來往大館至洞爺。在夏祭時運行「夏祭快車」。車輛是使用JR北海道KiHa183系5200番台「北彩虹快車」。其後，特急「函館海港」運輸數次，該時是使用車輛為（當時）JR東日本青森運輸所的485系1000番台6卡編成。
出發時間基本上是去程在星期六早上由秋田出發，回程在星期日下午在函館出發，也有在星期五晚間在秋田出發，在星期六早上到達函館。

## 青森縣與北海道連絡列車沿革

### 津輕海峽線開業後

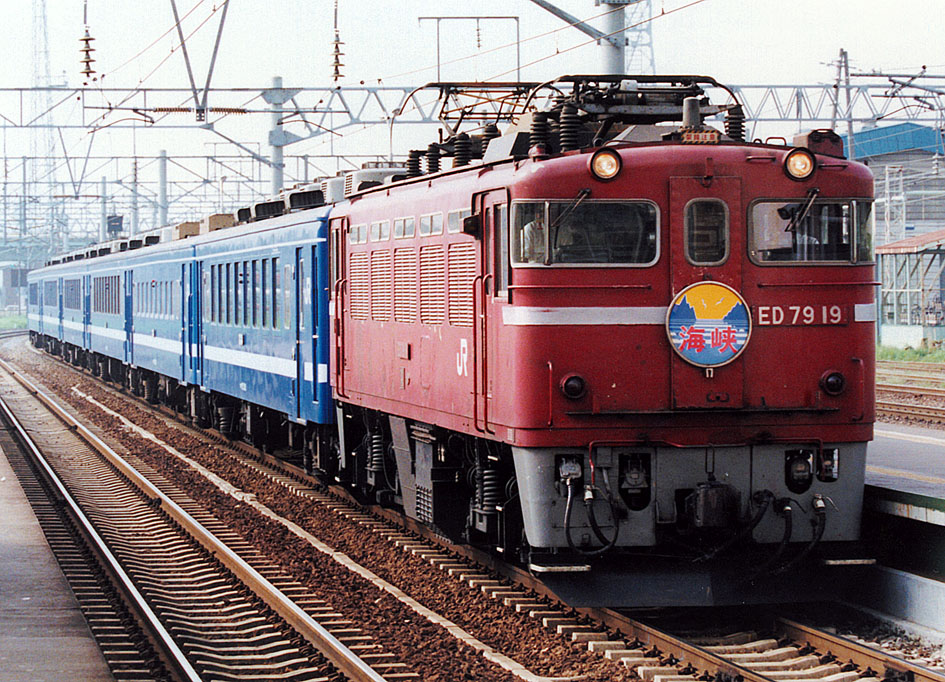
戴上車頭標誌的牽引機車ED79型

- 1988年（昭和63年）3月13日：海峽線（青函隧道）が開業。津輕海峽線接替青函連絡船開始地域運輸。快速列車「海峽」使用客車開始運行，來往青森站至函館站之間[2]。在盛岡站接駁東北新幹線，來往青森站之間運行的L特急「初雁」中2往返班次延長至函館站，當時「初雁」使用485系電聯車[4]。
- 1995年（平成7年）3月1日：「海峽」1往返班次由毎日運行變成季節性列車。同時，大部分班次以5卡編成。
- 1996年（平成8年）3月30日：「初雁」列車開始翻新作業，開始使用485系3000番台。
- 1997年（平成9年）3月22日：「海峽」1往返班次（舊4、13號）升格至特急「初雁」，「海峽」列車包含季節性列車剩下7往返班次。同時，本來在青森出發的「海峽」1號或「初雁」41號在函館站可以轉乘夜行快速「午夜」，改變為「初雁」21號或「海峽」13號，一直至2002年（平成14年）11月30日。之後時刻表修正，將1・14號的1往來班次變為臨時列車。從此之後「海峽」列車的地位只限於青函之間連絡列車。此外，「海峽」50系部分客車設有卡拉OK包廂（後期不再有卡拉OK包廂）。
  - 津輕海峽線開業當初的「青函隧道熱潮」開始減退，利用人次開始每年減少。
- 1998年（平成10年）3月1日：津輕海峽線開業10周年記念，以及卡通動畫『多啦A夢』合作，進行「多啦A夢海底世界」企劃[記事 1]。之後直至2002年毎年都有運行。客車內外每年都有不同設計與塗裝，在2000年牽引的電力機車也有特別塗裝。
- 2000年（平成12年）3月11日：因應E751系電聯車投入服務，特急「初雁」14往返班次中7往返班次改名為「超級初雁」[資料 29][資料 30]。同時，「初雁」不再指定為L特急。
- 2001年（平成13年）9月26日：JR北海道宣布引入新型特急電聯車以取代快速「海峽」列車，並將运行于八戶站至函館站之間[資料 3]。
- 2002年（平成14年）5月14日：將运行于八戶站至函館站之間的特急列車名稱決定為「白鳥」[資料 14][資料 31][資料 15]。

### 東北新幹線八戶開業後
- 2002年（平成14年）12月1日：東北新幹線盛岡站至八戶站之間開業，有以下改動[資料 1][資料 2]：
  - 快速「海峽」廢止[2]。從此，JR再沒有使用客車的定期普通列車。
  - 特急「初雁」・「超級初雁」廢止[4][5]。
  - 東北新幹線「疾風」、特急「津輕」、「白鳥」、「超級白鳥」開始運行[1]。
- 2003年（平成15年）7月19日：臨時特急「多啦A夢海底列車」開始運行，运行于函館站至吉岡海底站之間[資料 22]。
- 2004年（平成16年）
  - 3月13日：臨時特急「白鳥」71號加停木古內站[資料 32]。
  - 10月16日：「白鳥」、「超級白鳥」開始加停三澤站、野邊地站、蟹田站。「白鳥」、「超級白鳥」全部列車停三澤站、野邊地站[資料 33]。
- 2006年（平成18年）
  - 3月18日：因應時間表修正，有以下改動[資料 16][資料 34]：
    - 寢台特急「日本海」1、4號青森站至函館站區間廢止。同時，「白鳥」、「超級白鳥」增加1往返班次运行于青森站至函館站之間，「白鳥」1往返班次改變至「超級白鳥」。
    - 特急「超級白鳥」由5卡編成增至6卡編成。
    - 特急「超級白鳥」24號（修正前為特急「白鳥」24號）加停木古内站。
    - 特急「白鳥」、「超級白鳥」不再停吉岡海底站。

  - 8月28日：臨時特急「多啦A夢海底列車」不再運行[資料 23]。從此，吉岡海底站不再有列車停靠。
- 2007年（平成19年）3月18日：特急「白鳥」、「超級白鳥」全車輛禁煙[資料 35]。
- 2008年（平成20年）3月15日：「白鳥」3號加停木古內站。「白鳥」、「超級白鳥」全部列車停木古内站[資料 36]。
- 2010年（平成22年）5月11日：在同年12月4日，宣布「白鳥」、「超級白鳥」的運行區間改變至新青森站至函館站之間[資料 37]。

### 東北新幹線全線開通後
- 2010年（平成22年）12月4日：東北新幹線全線開通，列車運行區間改變為新青森站至函館站之間。全部列車改停蟹田站[1][資料 4][資料 5][資料 6][資料 7]。
- 2012年（平成24年）5月13日、14日：「超級白鳥95號」和「白鳥96號」延長運輸至弘前站[資料 38]，直至2014年（平成26年）。
- 2013年（平成25年）
  - 3月16日：因應時間表修正，部分列車行車時間改變[資料 39]。
  - 11月10日：此日之後，列車不再停龍飛海底站[資料 17][記事 2]。
- 2014年（平成26年）
  - 3月15日：由於知内站結束營業[資料 17]，列車不再停知內站[資料 18]。
  - 4月1日：特急「超級白鳥」2往返班次（下行25、27號／上行14、16號）的車内販賣廢止。同時「超級白鳥」全部上行列車的綠色車廂廢止[資料 21]。
- 2015年（平成27年）
  - 4月3日：在青函隧道内运行中的特急「超級白鳥34號」車輛冒出白煙而緊急停車。乘客史上第一次在青函隧道中避難[資料 40]。
  - 8月10日：由於北海道新幹線工程，同日起全部列車通過津輕今別站[資料 19][記事 3]、於車站停下[記事 4]。
  - 9月16日：津輕海峽線的特急、急行列車廢止日決定為2016年（平成28年）3月26日[資料 10][資料 11]。
- 2016年（平成28年）
  - 1月1日：因應北海道新幹線開業準備，特急「白鳥」、「超級白鳥」全區間停運。新青森站至青森站之間安排普通列車臨時運行[資料 41][資料 42][資料 43]。
  - 3月21日：實際上當日為特急「白鳥」、「超級白鳥」最後運行日[資料 8][資料 9]。
  - 3月22日至25日：因應北海道新幹線開業準備，特急「白鳥」、「超級白鳥」全區間停運。新青森站至青森站之間安排普通列車臨時運行[資料 8][資料 9]。
  - 3月26日：北海道新幹線新青森站至新函館北斗站之間開業，特急「白鳥」、「超級白鳥」廃止[資料 12][資料 13]。

## 注腳

### 發布資料
1. 1 2   (新闻稿). 北海道旅客鐵道. 2002-09-20  [2014-06-19]. （原始内容存档于2002年10月10日）.
2. 1 2   (新闻稿). 東日本旅客鐵道. 2002-09-20  [2014-06-26]. （原始内容存档于2014年6月26日）.
3. 1 2   (新闻稿). 北海道旅客鐵道. 2001-09-26  [2002-06-12]. （原始内容存档于2002年6月12日）.
4. 1 2   (PDF) (新闻稿). 北海道旅客鐵道. 2010-09-24  [2014-06-19]. （原始内容 (PDF)存档于2013年11月11日）.
5. 1 2   (PDF) (新闻稿). 北海道旅客鐵道. 2010-09-28  [2015-06-24]. （原始内容 (PDF)存档于2015年6月24日）.
6. 1 2   (PDF) (新闻稿). 北海道旅客鐵道. 2010-11-16  [2015-06-24]. （原始内容 (PDF)存档于2015年6月24日）.
7. 1 2   (PDF) (新闻稿). 東日本旅客鐵道. 2010-09-24  [2010-11-21]. （原始内容 (PDF)存档于2010年11月21日）.
8. 1 2 3   (PDF) (新闻稿). 北海道旅客鐵道. 2015-12-18  [2015-12-19]. （原始内容 (PDF)存档于2015年12月19日）.
9. 1 2 3   (PDF) (新闻稿). 東日本旅客鐵道. 2015-12-18  [2015-12-19]. （原始内容 (PDF)存档于2015年12月19日）.
10. 1 2   (PDF) (新闻稿). 北海道旅客鐵道. 2015-09-16  [2015-09-16]. （原始内容 (PDF)存档于2015年9月16日）.
11. 1 2   (PDF) (新闻稿). 東日本旅客鐵道. 2015-09-16  [2015-09-16]. （原始内容 (PDF)存档于2015年9月16日）.
12. 1 2   (PDF) (新闻稿). 北海道旅客鐵道. 2015-12-18  [2015-12-18]. （原始内容 (PDF)存档于2015年12月18日）.
13. 1 2   (PDF) (新闻稿). 東日本旅客鐵道. 2015-12-18  [2015-12-18]. （原始内容 (PDF)存档于2015年12月18日）.
14. 1 2   (新闻稿). 北海道旅客鐵道. 2002-05-14  [2002-06-11]. （原始内容存档于2002年6月11日）.
15. 1 2   (新闻稿). 東日本旅客鐵道. 2002-05-14  [2015-04-30]. （原始内容存档于2015年4月30日）.
16. 1 2 3   (PDF) (新闻稿). 北海道旅客鐵道. 2005-12-22  [2005-12-30]. （原始内容 (PDF)存档于2005年12月30日）.
17. 1 2 3 4   (PDF) (新闻稿). 北海道旅客鐵道. 2013-09-13  [2013-09-27]. （原始内容 (PDF)存档于2013年9月27日）.
18. 1 2   (PDF) (新闻稿). 北海道旅客鐵道. 2013-12-20  [2013-12-24]. （原始内容 (PDF)存档于2013年12月24日）.
19. 1 2   (PDF) (新闻稿). 北海道旅客鐵道. 2015-04-03  [2015-04-08]. （原始内容 (PDF)存档于2015年4月8日）.
20. ↑   (PDF). 今別町. 2010-03-01  [2014-06-18]. （原始内容 (PDF)存档于2013年6月26日）.
21. 1 2   (PDF) (新闻稿). 北海道旅客鐵道. 2014-03-19  [2014-04-07]. （原始内容 (PDF)存档于2014年4月7日）.
22. 1 2 3   (PDF) (新闻稿). 北海道旅客鐵道. 2003-05-16  [2003-09-17]. （原始内容 (PDF)存档于2003年9月17日）.
23. 1 2   (PDF) (新闻稿). 北海道旅客鐵道. 2006-06-14  [2014-06-18]. （原始内容 (PDF)存档于2006年7月6日）.
24. ↑   (PDF) (新闻稿). 北海道旅客鐵道. 2003-06-25  [2003-09-17]. （原始内容 (PDF)存档于2003年9月17日）.
25. ↑   (PDF) (新闻稿). 北海道旅客鐵道. 2005-03-15  [2005-12-21]. （原始内容 (PDF)存档于2005年12月21日）.
26. ↑   (PDF) (新闻稿). 北海道旅客鐵道. 2003-08-04  [2014-09-12]. （原始内容 (PDF)存档于2003年8月8日）.
27. ↑   (PDF) (新闻稿). 北海道旅客鐵道. 2003-01-16  [2004-10-28]. （原始内容 (PDF)存档于2004年10月28日）.
28. ↑   (PDF) (新闻稿). 北海道旅客鐵道. 2004-02-17  [2004-10-28]. （原始内容 (PDF)存档于2004年10月28日）.
29. ↑   (新闻稿). 東日本旅客鐵道. 1999-09-24  [2001-11-11]. （原始内容存档于2001年11月11日）.
30. ↑   (新闻稿). 東日本旅客鐵道. 1999-12-17  [2001-06-27]. （原始内容存档于2001年6月27日）.
31. ↑   (新闻稿). 東日本旅客鐵道. 2002-05-14  [2015-04-30]. （原始内容存档于2015年4月30日）.
32. ↑   (PDF) (新闻稿). 北海道旅客鐵道. 2003-12-26  [2003-12-31]. （原始内容 (PDF)存档于2003年12月31日）.
33. ↑   (PDF) (新闻稿). 東日本旅客鐵道. 2004-07-23  [2004-07-24]. （原始内容 (PDF)存档于2004年7月24日）.
34. ↑   (PDF) (新闻稿). 東日本旅客鐵道. 2005-12-22  [2005-12-24]. （原始内容 (PDF)存档于2005年12月24日）.
35. ↑   (PDF) (新闻稿). 北海道旅客鐵道. 2006-12-22  [2007-01-11]. （原始内容 (PDF)存档于2007年1月11日）.
36. ↑   (PDF) (新闻稿). 北海道旅客鐵道. 2007-12-20  [2012-06-03]. （原始内容 (PDF)存档于2012年6月3日）.
37. ↑   (PDF) (新闻稿). 北海道旅客鐵道. 2010-05-11  [2014-06-19]. （原始内容 (PDF)存档于2013年11月11日）.
38. ↑   (PDF) (新闻稿). 東日本旅客鐵道秋田支社. 2012-05-08  [2014-06-19]. （原始内容 (PDF)存档于2012年6月20日）.
39. ↑   (PDF) (新闻稿). 北海道旅客鐵道. 2012-12-21  [2013-02-19]. （原始内容 (PDF)存档于2013年2月19日）.
40. ↑   (PDF) (新闻稿). 北海道旅客鐵道. 2015-04-04  [2015-04-04]. （原始内容 (PDF)存档于2015年4月4日）.
41. ↑   (PDF) (新闻稿). 北海道旅客鐵道. 2015-07-17  [2015-07-17]. （原始内容 (PDF)存档于2015年7月17日）.
42. ↑   (PDF) (新闻稿). 北海道旅客鐵道. 2015-09-16  [2015-09-17]. （原始内容 (PDF)存档于2015年9月17日）.
43. ↑   (PDF) (新闻稿). 東日本旅客鐵道. 2015-09-16  [2015-09-17]. （原始内容 (PDF)存档于2015年9月17日）.

### 新聞文章
1. 1 2  . 交通新聞 (交通新聞社). 2001-04-02: 9.
2. ↑  . NHK新聞 (日本放送協會). 2013-08-02  [2013-08-02]. （原始内容存档于2013年8月4日）.
3. ↑  . Mynavi新聞（日语：マイナビニュース） (Mynavi（日语：マイナビニュース）). 2015-04-03  [2015-04-04]. （原始内容存档于2015年4月4日）.
4. ↑  . 朝日新聞（朝日新聞數位版） (朝日新聞社). 2015-05-18  [2015-05-18]. （原始内容存档于2015年5月18日）.